# Ноум
Ноум (на английски: Nome)(Siqnazuaq на Инюпиа, местен език) e малък град в Неорганизираната област в Аляска, разположен в южната част на полуостров Сюард(Seward Peninsula). В миналото градчето е било един от центровете на златодобива. Намира се на брега на Берингово море.
Името на града и до днес има спорен произход. Според някои, то идва от основателя на селището Яфет Линдеберг, норвежки изследовател и златотърсач, заради името на долината Номедален, където е родния му град Квенанген, близо до Тромсьо.
Градът е основан през 1898 като място за златотърсачите, само година по-късно, през 1899, населението вече наброява 10 000. По данни от 1900 година – 12 488 души. След края на американската треска за злато в Аляска, в града остават под 2000 души. През 2005 година населението му е 3590 души.
В Ноум има 5 учебни заведения, посещавани от около 685 ученици. Университетът на Аляска – Феърбанкс има факултет в Ноум.
Това е първият град, който експедицията на Руал Амундсен достига след откриването на Северозападния проход на 31 август 1906 г.